# آب‌نمک
آب نمک، (به انگلیسی: Brine) به محلول آب و نمک خوراکی که کاربردهای مختلفی دارد و از جمله در نگهداری مواد غذایی به‌کار می‌رود گفته می شود. از محلول آب نمک به عنوان تسکین‌دهنده گلودرد، میکروب‌کش و دهان‌شویه نیز استفاده می‌شود.
به‌طور معمول زمانی که درصد نمک موجود بالاتر از ۵ درصد باشد به آن آب‌نمک می‌گویند. گاه نیز، بسته به نوع تحقیقات، اگر شوری در آب بین ۳٫۵ تا حدود ۲۶ درصد باشد به آن آب‌نمک گفته می‌شود. درصد اولی (۳٫۵ درصد) میزان نمک موجود در آب دریا است و درصد دومی درصد معمول در آب اشباع‌شده با نمک است.

## کاربرد در مواد غذایی
از آب‌نمک برای نگهداری سبزیجات، میوه، ماهی، و گوشت استفاده می‌شود. در علوم و فناوری غذا به آب‌نمک مورد استفاده برای عمل‌آوری مواد غذایی، مانند فراورده‌های گوشتی آب‌نمک عمل‌آوری curing brine گفته می‌شود. به گوشتی که با آب‌نمک عمل‌آوری شده باشد «گوشت آب‌نمکی» می‌گویند. آب‌نمک برای خواباندن خیارشور و غیره نیز به کار می‌رود.
مادهٔ غذایی غیر گوشتی که برای حفظ یا ایجاد طعم در آب‌نمک نگهداری می‌شود به‌طور کل شور نامیده می‌شود.
عمل نگهداری مواد غذایی در آب‌نمک برای حفظ آنها یا ایجاد طعم شورانداختن brining و افزودن آب شیرین به مادهٔ شور انداخته برای حذف نمک‌های آن شوری‌زدایی debrining نام دارد.
برای نگهداری مواد غذایی مانند گوشت و ماهی و سبزیجات روش دیگری نیز استفاده می‌شود که در آن از نمک یا سنگ نمک استفاده می‌شود و به این روش نمک‌سود کردن dry brining می‌گویند.

## اثر درمانی
استفاده از آب و نمک برای تمیز کردن بینی یکی از روش‌های بسیار قدیمی است که علاوه بر تمیز کردن سوراخ‌ها از ذرات کثیف و بیماری‌زا، پوشش مخاطی بینی را هم تقویت می‌کند.
با شست‌وشوی بینی با آب‌نمک می‌توان اثربخشی بالایی به همراه درمان‌های لازم در درمان سینوزیت مزمن مشاهده کرد. محققان توصیه می‌کنند که بیماران سینوزیت مزمن از این روش برای کاهش یا از بین بردن علائم خویش استفاده کنند.
شست‌وشوی روزانه گلو با آب نمک مهم‌ترین و کارآمدترین شیوه پیشگیری از ابتلا به بیماری‌های حلق است. ضمن اینکه شست‌وشوی روزانه بینی از بیماری‌های زیر جلوگیری می‌کند: سرماخوردگی، سرفه، التهاب چشم، بینی و گلو، التهاب سینوس‌های پیشانی، سردرد، خستگی، بیخوابی و در سرماخوردگی سر، مجاری تنفسی را باز می‌کند.
چنانچه افراد عادت به استفاده از محلول آب و نمک بعد از مسواک و نخ دندان شوند افزون بر صرفه‌جویی اقتصادی از بروز بیماری‌های دهان و دندان پیشگیری می‌کنند. استفاده از آب و نمک علاوه بر ضدعفونی محیط دهان، میزان ابتلا به پوسیدگی دندان‌ها را هم کاهش می‌دهد.
برای مؤثر بود اثر آب و نمک می‌بایست درصد نمک (نمک خوراکی و در بهترین حالت، نمک گرفته شده از آب دریا) تنظیم شده باشد. آب بدون نمک یا کم نمک موجب سوزش حفره‌های بینی می‌شود. اگر درصد نمک بیشتر از حد مشخص باشد هم تأثیر ناخوشایندی خواهد داشت. ترکیب مناسب یک قاشق چایخوری نمک در یک لیتر آب است. این ترکیب را می‌توان به صورت فردی و پس از چند بار استفاده، بهتر تنظیم کرد.